# دهستان احمدآباد (فیروزآباد)
دهستان احمدآباد نام دهستانی در بخش مرکزی شهرستان فیروزآباد، استان فارس در ایران است. براساس سرشماری مرکز آمار ایران درسال ۱۳۹۵، جمعیت آن ۱۵۴۴۱ نفر (۴۵۸۹ خانوار) بوده‌است.